# علي الهادي بالله
أَبُو عَلِي الحَسَنْ أو عَلِي الملقب بالهَادي (470 هـ / 1076 م - 530 هـ/1136 م)، هو الإمام العشرين عند الإسماعيلية النزارية. ولد في القاهرة وكان عمره حوالي 17 سنة عندما توفي جده الإمام المستنصر، و20 سنة عند توليه الإمامة عام 490 هـ / 1097 م. ومنذ ذلك الحين، انتقل مقر الإمامة الإسماعيلية من مصر إلى بلاد فارس بسبب الانقسام بين الإسماعيليين، حيث أسس حسن الصباح الدولة الإسماعيلية النزارية.

## اسمه
أبو علي الحسن بن نزار بن المستنصر بالله. تذكر المصادر السورية إن اسمه علي الهادي بن نزار ويشار إليه عادةً بلقب الهادي. القراءة المتأنية لهذه الرسالة المهمة التي كتبها ابنه الإمام الإسماعيلي النزاري الحادي والعشرين الإمام المهتدي قد تشير إلى أنه كان له اسم مركب علي حسن، لأن المهتدي ذكر اسم أبيه على أنه علي وحسن في نفس الرسالة.

## مولده وحياته المبكرة في مصر
حسب بعض التقارير ولد بالقاهرة سنة 470هـ / 1076م . وهو ابن الإمام الإسماعيلي الفاطمي نزار، الابن الأكبر للإمام المستنصر الذي خلفه على العرش.

## أصول الإسماعيلية النزارية في بلاد فارس
كان للإسماعيلية جذور عميقة في بلاد فارس حيث أصبح العديد من الفرس دعاة بارزين، مثل محمد بن أحمد النسفي وأبو حاتم الرازي وأبو يعقوب السجستاني وحميد الدين الكرماني وغيرهم الكثير.
سيطر حسن الصباح فيما بعد على قلعة ألموت الجبلية في شمال بلاد فارس، ووضع الأساس لما أصبح فيما بعد الدولة الإسماعيلية النزارية في بلاد فارس وسوريا. وفي الوقت نفسه بدأ الإسماعيليون في بلاد فارس ثورة مسلحة ضد الأتراك السلاجقة.
في عام 1094 اندلع صراع بين نزار بن المستنصر، الابن الأكبر والوريث المفترض للخليفة الفاطمي المستنصر، والوزير الأفضل شاهنشاه، الذي نجح في رفع المستعلي الابن الأصغر للمستنصر إلى العرش بدلاً من نزار. بعد صراع قصير أعلن خلاله نزار نفسه خليفة في الإسكندرية. ثم تم القبض عليه وإعدامه في القاهرة.

## الإمام الهادي المستور
وبحسب التقليد الإسماعيلي النزاري، تم تعيين الإمام الهادي خلفاً لنزار.
تشير الفترة قيد المراجعة إلى فترة الإختفاء الثانية (دور الستر) في التاريخ الإسماعيلي (490-559 هـ/ 1097-1164) م)، حيث عاش ثلاثة أئمة في الخفاء لمدة حوالي 70 سنة:
1. الإمام الإسماعيلي النزاري العشرون، الهادي
2. الإمام الإسماعيلي النزاري الحادي والعشرون، المهتدي
3. الإمام الإسماعيلي النزاري الثاني والعشرون، القاهر.

- خلال هذه الفترة من التستر، حكم ثلاث أشخاص الدولة النزارية:

1. حسن الصباح (1090–1124)
2. كيا بزرك اميد (1124–1138)
3. محمد بن بزرك اميد (1138–1162) خط زمني يصور انتقال المقعد النزاري الإسماعيلي من مصر إلى بلاد فارس بين عامي 980 و1153، مع تواريخ مهمة حول الإمام الإسماعيلي النزاري العشرين.

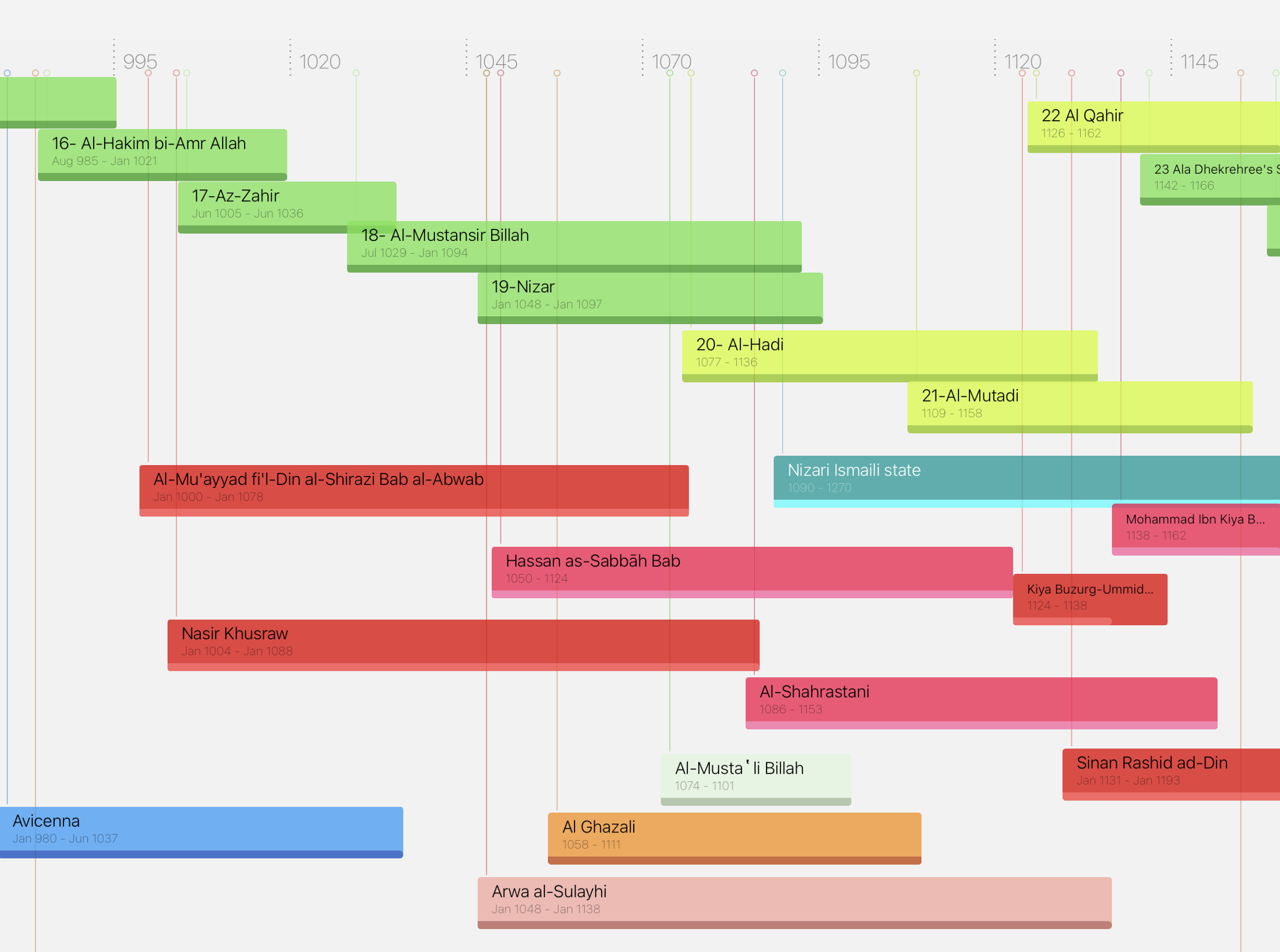
خط زمني يصور انتقال المقعد النزاري الإسماعيلي من مصر إلى بلاد فارس بين عامي 980 و1153، مع تواريخ مهمة حول الإمام الإسماعيلي النزاري العشرين.

تكشف الأدلة النقدية من فترة ألموت المبكرة في التاريخ الإسماعيلي النزاري أن اسم نزار ولقب خلافته (المصطفى لدين الله) استمرا في الظهور على العملات المعدنية المسكوكة في ألموت لمدة سبعين عاماً تقريباً (خلال فترة إختفاء الأئمة النزاريين). أشارت العملات النزارية إلى ألموت باسم «كرسي الديلم» أي (عاصمة الديلم)
تعددت الروايات حول اعتقال الإمام نزار أو مقتله. ويقول أحدهم الذي ذكره حافظ أبرو: "لم يعتقل مع نزار إلا واحد من أبنائه، واختفى الابن الآخر في الإسكندرية، ولم يُقبض عليه ولم يُتعرف عليه". ويبدو أن هذه الرواية خاطئة، فالأبناء المعتقلون هم أبو عبد الله الحسن وأبو عبد الله الحسين، وكانا من الوجوه البارزة في البلاط الفاطمي. وكان الابن الثالث المتخفي هو الإمام علي الهادي الذي تمكن من الهروب من الإسكندرية.
في عام 1095، انتقل القاضي أبو الحسن الصعيدي من سجلماسة إلى بلاد فارس مع الإمام الهادي أو حفيده المهتدي.
وبعد رحلة طويلة وشاقة نزلوا بالقرب من رودبار، مدينة الديلم الرئيسية في إيران، بعد عبور سلسلة جبال طالقان. ومنذ أن تم اقتحام آلموت من قبل السلاجقة في ذلك الوقت، لجأ الإمام الهادي إلى البحث عن الأمان إما في قرى رودبار، أو في مكان آخر ناءٍ لا يعرفه إلا حسن الصباح دون أي شخص آخر. تم نقل الهادي إلى محيط ألموت بعد استعادة السلام. قام حسن الصباح بتيسير إقامة الإمام في قرية عند سفح ألموت. ويقال إن أبو الحسن الصعيدي أقام عند الإمام الهادي نحو ستة أشهر ثم عاد إلى مصر. وأخيراً نقل الإمام الهادي مقر إقامته إلى قلعة لمسر بعد وفاة الحسن بن صباح عام 1124.

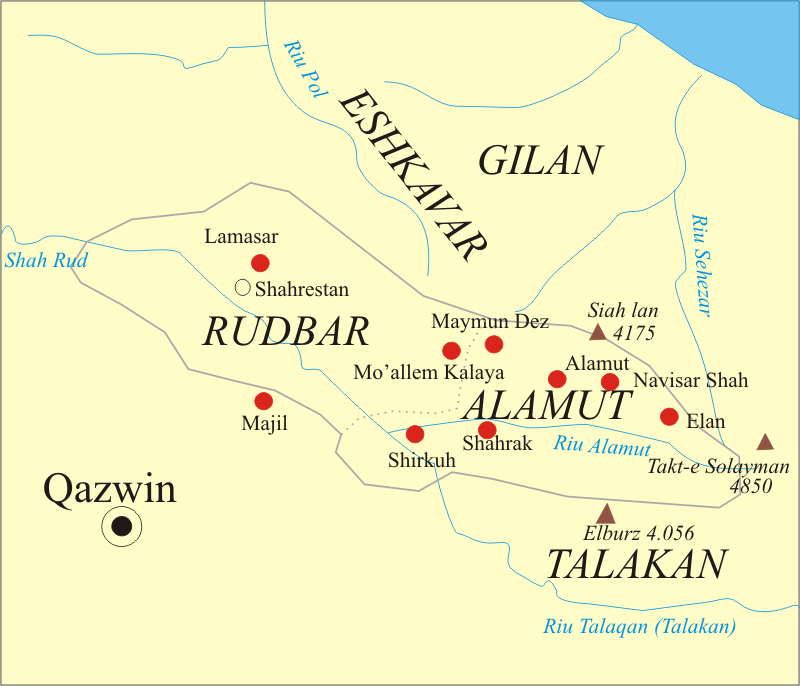
القلاع في آلموت

كان جزء كبير من حياة الإمام الهادي في الخفاء، بينما تم تفويض مسؤوليات الحكم إلى حسن بن صباح وكيا بزرك اميد.أبو محمد العراقي في كتابه الفرق (من المخطوطة رقم 791 في مكتبة جامع السليمانية بإسطنبول، تم جمعها بعد سقوط آلموت بوقت قصير عام 654/1256)، وأبو يحيى القزويني (1203-1283) في آثار البلاد وأخبار العباد (مُؤلف في 661/1263) كلاهما يؤكدان وجود الإمام الهادي في ألموت. كتب المؤرخ المصري ابن ميسر (1231–1278) في تاريخ مصر (ص 68) أن "حسن الصباح قدَّم إمامًا لخلفائه وهو على فراش الموت".
التقليد الذي تمت الإشارة إليه على نطاق واسع حول وصول الإمام الهادي إلى إيران يتكون من تفاصيل هزيلة للغاية، والتي تم الاستشهاد بها في المصادر اللاحقة، وهي دابستان المذاهب (مجمع في 1653)، جنة الأمل (مجمع في 1886)، آثار المحمدي (مجمع في 1893)، إلخ. وجاء فيه: "يروي الإسماعيليون في رودبار وقستان أنه في زمن حسن الصباح، وقد جاء أحد دعاته الموثوقين، أبو الحسن الصعيدي، إلى ألموت وأحضر معه ابن الإمام النزار بن المستنصر، الذي كان إماماً شرعياً (الإمام الهادي). ولم يعلم أحد غير حسن الصباح بوجود الإمام الهادي مع أبي الحسن الصعيدي. كان حسن بن الصباح يعامل أبا الحسن الصعيدي بإجلال واحترام، ولذلك قرر الإمام أن يسكن في قرية عند سفح ألموت. وسمح لأبي الحسن السعيدي بالعودة بعد ستة أشهر. وظل الإمام الهادي منشغلاً بعمله الروحي أثناء العزلة الإلهية، ثم تزوج من امرأة في تلك القرية، وأنجبت منه ابنه المهتدي (الذي أصبح الإمام المستقبلي)."

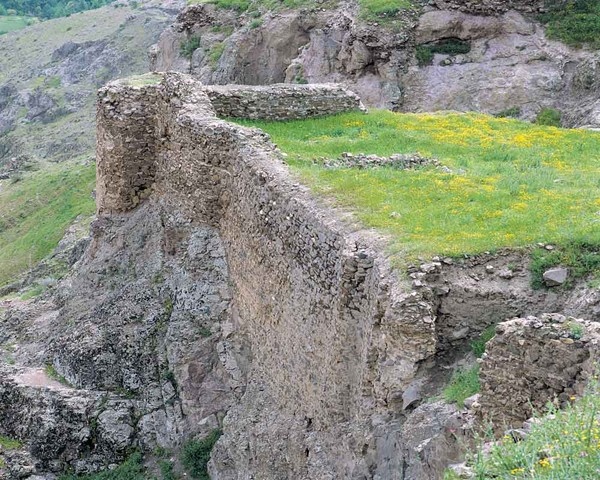
قلعة لمسر (بالفارسية: لمبسر، وتُنطق أيضًا لمسر).

واصل الإمام الهادي توجيه أتباعه في الأمور الدينية عبر سفيره بزرك اميد من قلعة لمسر دون الظهور العلني. شظايا التقاليد لا تكشف الكثير، إلا أن بعض السجلات تشير إلى وجود أرض مفتوحة داخل قلعة لمسر حيث كان الهادي يهتم بركوب الخيل وتربية الخيول. ويقال أيضًا أن الإمام الهادي كان يزور محيط لمسر تحت جنح الليل ويوزع الطعام والملابس على فقراء القرية.

## التحديات في عهد إمامته
تحت قيادة حسن الصباح وأسياد ألموت التاليين، تم تكرار استراتيجية الاستيلاء السري في جميع أنحاء بلاد فارس وسوريا وخارجها. طوّر الإسماعيليون النزاريون حالة فريدة من الحصون المتناثرة، المحاطة بمساحات واسعة من أراضي العدو. كما أنشأوا سلطة أثبتت فعاليتها أكثر من تلك الموجودة في القاهرة الفاطمية أو السلاجقة في بغداد، إذ تعرض كلاهما لعدم الإستقرار السياسي، خاصة أثناء انتقال القيادة. ولقد أتاحت فترات الصراع السياسي الداخلي هذه في القاهرة وبغداد فترة راحة من الهجمات للدولة الإسماعيلية، بل وتمتعت بسيادة قوية تمكنها من سك عملاتها المعدنية الخاصة.

## وفاته
توفي الإمام الهادي عام 1136 / 530 هـ عن عمر يناهز 60 عامًا في قلعة لمسر بعد أن ترك منصب الإمامة لابنه المهتدي، عندما كان كيا بزرك اميد يحكم الدولة النزارية في آلموت.